# Мач-Уэнлок
Мач-Уэнлок (англ. Much Wenlock) ― рыночный город и приход в графстве Шропшир, Великобритания, расположенный на дороге A458 между Шрусбери и Бриджнортом. Неподалеку, на северо-востоке, находится ущелье Айронбридж и новый город Телфорд. Гражданский приход включает деревни Гомер (в 1 миле к северу от города), Уайк (в 2 милях к северо-востоку), Аттерли (в 2 милях к юго-востоку), Стреттон-Вествуд (в 2 милях к юго-западу) и Буртон (в 3 милях к юго-западу). Население, по данным переписи 2001 года, составляло 2605 человек, увеличившись до 2877 человек по переписи 2011 года. Известными историческими достопримечательностями города являются монастырь Уэнлок и ратуша Гилдхолла.
Олимпийские игры Уэнлока, учрежденные Уильямом Пенни Бруксом в 1850 году, сосредоточены в городе. Брукса считают отцом-основателем современных Олимпийских игр, а один из талисманов летних Олимпийских игр 2012 года в Лондоне был назван Уэнлоком в честь города.